# Estação Ledru-Rollin
Ledru-Rollin é uma estação da linha 8 do Metrô de Paris, localizada no limite do 11.º e do 12.º arrondissements de Paris.

## Localização
A estação está sob o cruzamento da rue du Faubourg-Saint-Antoine e da avenue Ledru-Rollin da qual leva o seu nome.

## História
A estação foi aberta em 5 de maio de 1931.
A avenue Ledru-Rollin faz homenagem ao advogado Alexandre Auguste Ledru conhecido como Ledru-Rollin (1807-1874), que foi deputado radical em 1841 e fundou o jornal La Réforme. Republicano convicto, ele foi ministro do Interior em 1848 e organizador das eleições em sufrágio universal. Derrotado nas eleições presidenciais por Bonaparte, ele buscou refúgio na Inglaterra após os tumultos da jornada de 13 de junho de 1849.
Em 2011, 3 829 461 passageiros entraram nesta estação. Em 2012, foram 3 938 146 passageiros. Ela viu entrar 3 917 141 passageiros em 2013, o que a coloca na 128ª posição das estações de metrô por sua frequência.

## Serviços aos Passageiros

### Acessos
A estação tem seis acessos perto do cruzamento da avenue Ledru-Rollin, com quatro bocas do metrô, e da rue du Faubourg Saint-Antoine, com duas outras.

### Plataformas
Ledru-Rollin é uma estação de configuração padrão: ela possui duas plataformas laterais, separadas pelas vias do metrô e a abóbada é elíptica. Elas são organizadas no estilo "Andreu-Motte" com uma rampa luminosa azul e os bancos em telhas azuis planas e assentos "Motte" azuis. Por outro lado, os tímpanos e saídas dos corredores são, como os pés-direitos e a abóbada, munidas de telhas biseladas brancas. Os quadros publicitários são em faiança da cor de mel e o nome da estação é também em faiança no estilo da CMP original.

### Intermodalidade
A estação é servida pelas linhas de 61, 76 e 86 da rede de ônibus RATP e, à noite, pelas linhas N16 e N34 da rede Noctilien.

## Pontos turísticos
- A Promenade plantée
- Place d'Aligre e seu mercado
- Square Trousseau